# Rheum lhasaense
Rheum lhasaense là một loài thực vật có hoa trong họ Rau răm. Loài này được A.J. Li & P.G. Xiao miêu tả khoa học đầu tiên năm 1983.